# Pestjakovskij rajon
Il Pestjakovskij rajon (in russo Пестяковский район?) è un rajon dell'Oblast' di Ivanovo, nella Russia europea; il capoluogo è Pestjaki. Istituito nel 30 agosto 1931, ricopre una superficie di 1.100 chilometri quadrati e nel 2010 ospitava una popolazione di circa 7.000 abitanti.